# Alího mešita

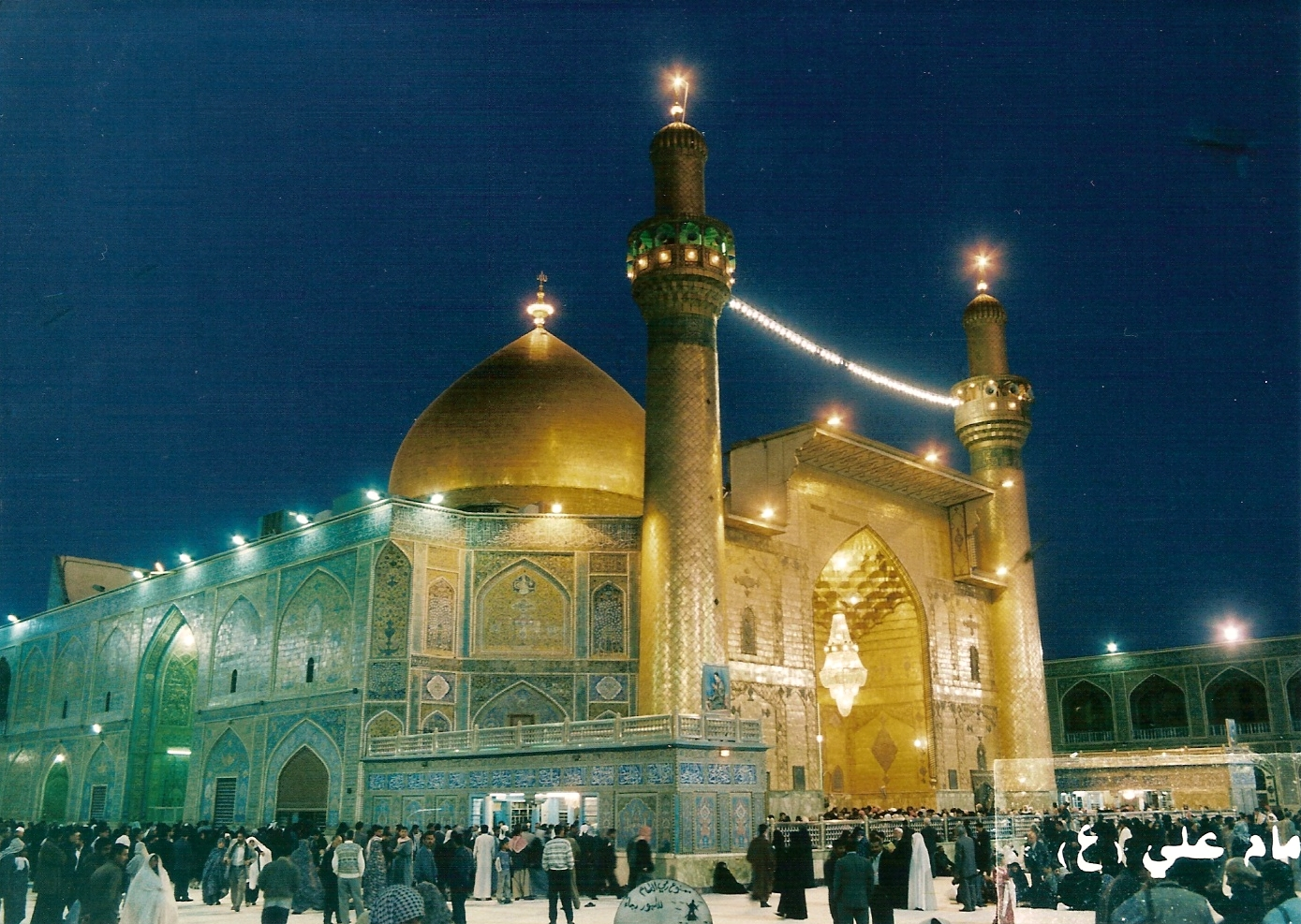
Alího mešita

Alího mešita (arabsky: حرم الإمام علي), známá také jako svatyně Imáma Alího, se nachází ve městě Nadžaf v Iráku. Je zde pohřben Ali ibn Abi Talib, bratranec Mohameda a čtvrtý chalífa (podle šíítů první chalífa). Poblíž této mešity je, podle šíítského přesvědčení, pohřbený i Adam a Noe. Alího mešita je pro šíity, kterých je asi 15 % ze všech muslimů, třetí nejvýznamnější mešitou na světě (tedy hned po Mekce a Medíně).

## Historie
První mešita byla postavena v roce 977 jako Alího hrobka. Ta byla zničena požárem a přestavěna roku 1086. Znovu obnovena byla krátce po roku 1500 Safavid Shah Ismail.
Po válce v Perském zálivu (1991) byla mešita poškozena a na 2 roky uzavřena a opravována.